# Palkovice
Palkovice (en allemand : Palkowitz) est une commune du district de Frýdek-Místek, dans la région de Moravie-Silésie, en République tchèque. Sa population s'élevait à 3 437 habitants en 2021.

## Géographie
Palkovice se trouve à 7 km au sud-ouest de Frýdek-Místek, à 22 km au sud-sud-est d'Ostrava et à 283 km à l'est-sud-est de Prague.

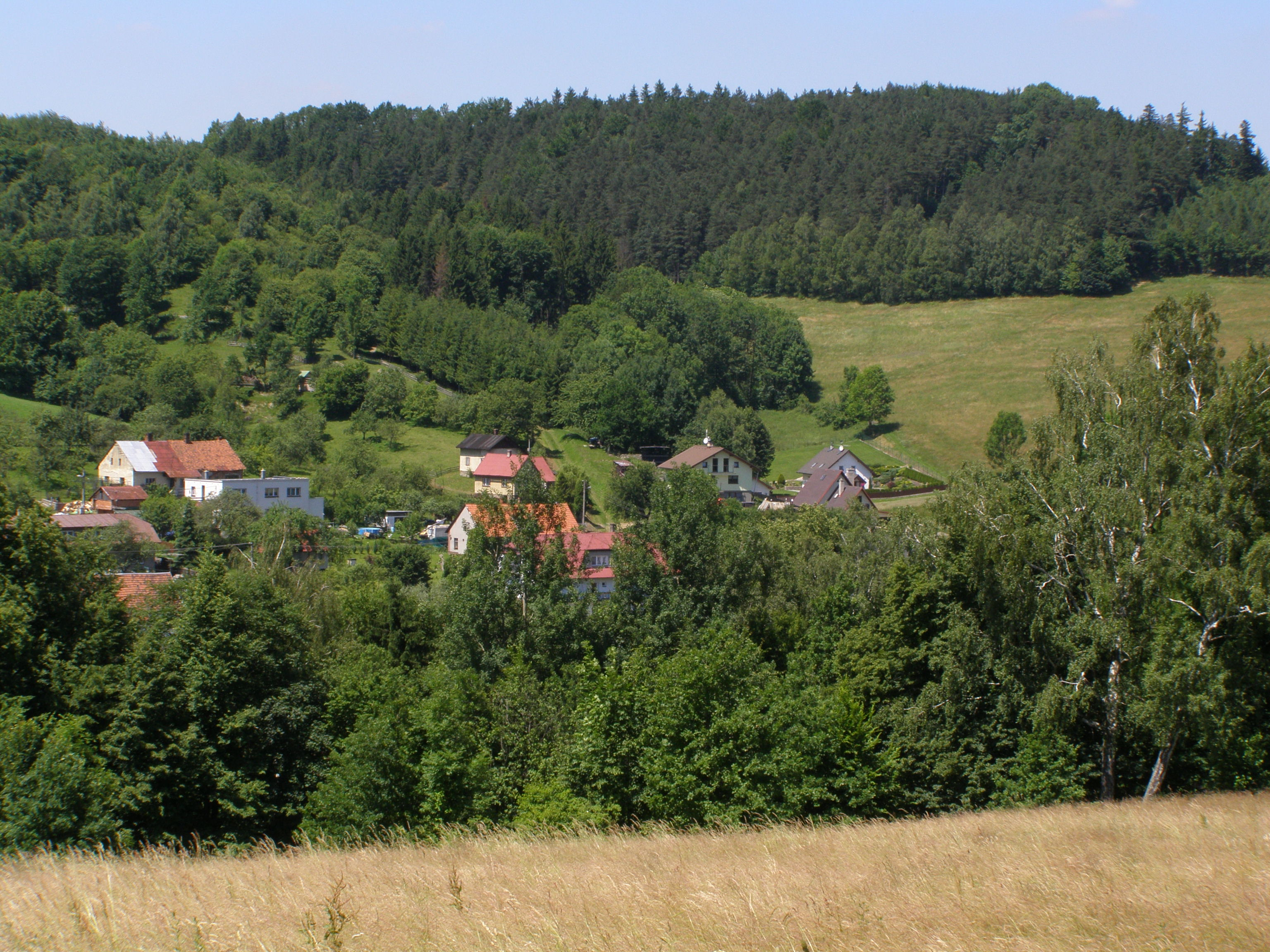
Skalní vrch (459 m).
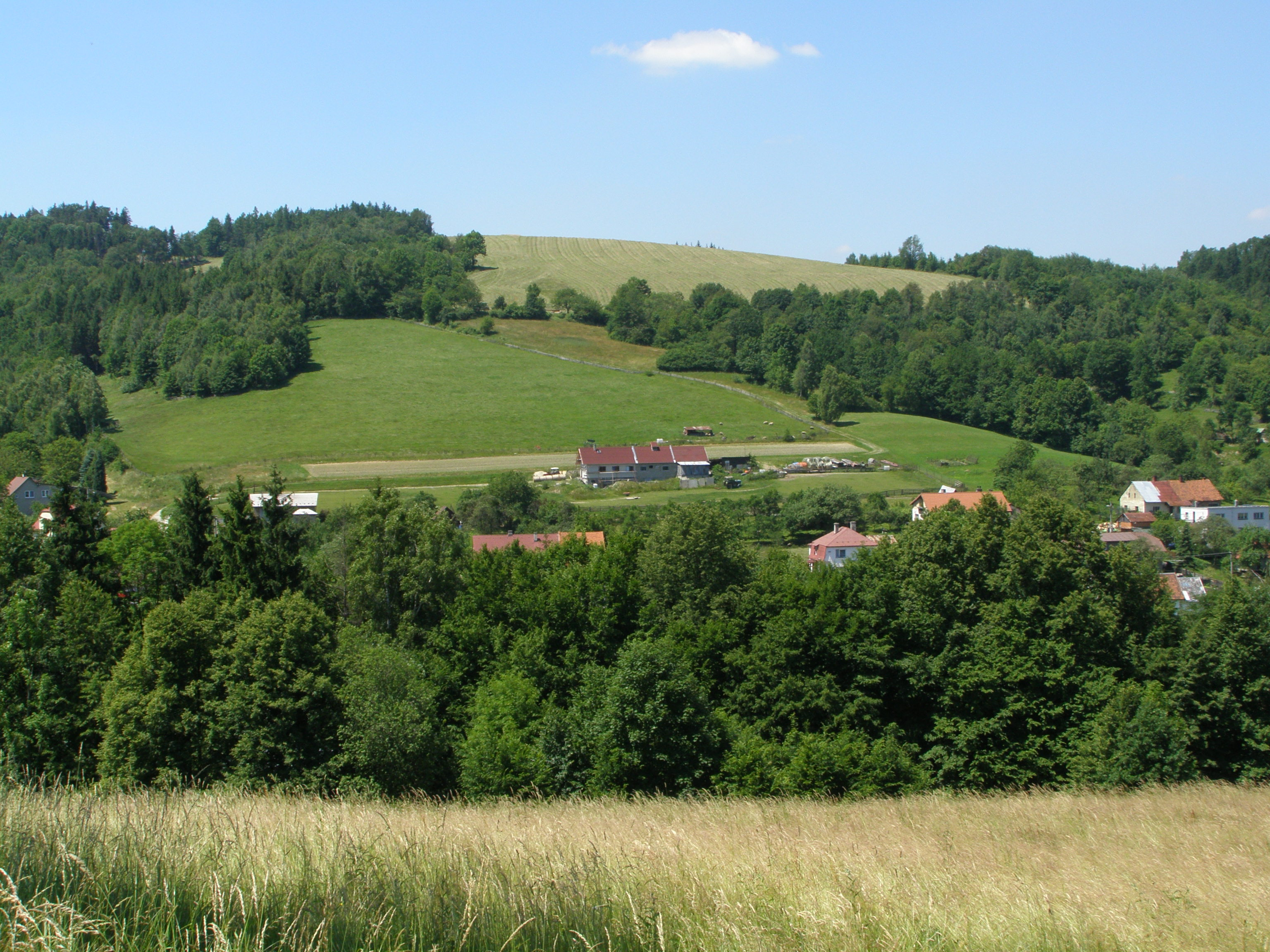
Plateau de Methylovice : Magoni.

La commune est limitée par Frýdek-Místek au nord, par Baška à l'est, par Metylovice, Lhotka et Kozlovice au sud, et par Hukvaldy à l'ouest.

## Histoire
La première mention écrite de la localité date de 1437.

## Administration
La commune se compose de deux quartiers :
- Myslík
- Palkovice

## Transports
Par la route, Palkovice se trouve à 9 km de Frýdek-Místek, à 27 km d'Ostrava et à 351 km de Prague.